# Odalisca (Mujer de Argel)
Odalisca (Mujer de Argel) es un óleo sobre tela del maestro francés Pierre-Auguste Renoir, de 69 cm x 123 cm presentado en el Salón de París de 1870 junto con La bañista con el grifón.
Si con la Bañista exponía la temática clasicista, con la Odalisca plasmaba la temática orientalista del maestro Delacroix, buscando con ambas explícitamente el favor del jurado y el éxito oficial. El crítico Houssaye consideró que se trataba "de una argelina que firmaría el mismo Delacroix".
Para la obra posó su modelo y amante Lise Tréhot, a la que vistió con ropas argelinas y rodeó de tapices. Maquillada, con los ojos perfilados con kohl y los labios pintados con carmín, mira al espectador recostada sensualmente. El artista vuelca su interés por entonces en el orientalismo atraído por los colores y ambientes de la región, empleándolo como excusa para plasmar su nueva gama cromática, ya más cercana a su buen amigo Monet que a Courbet. Las pinceladas son rápidas, centrándose más en el conjunto que en el detalle, sin embargo, el dibujo es muy preciso, una de las características del impresionismo de Renoir.